# Valérian et la Cité des mille planètes
Pour plus de détails, voir Fiche technique et Distribution.
Valérian et la Cité des mille planètes est un film de science-fiction franco-sino-belgo-germano-émirato-américano-canadien écrit, produit et réalisé par Luc Besson, sorti en 2017.
C'est une adaptation libre de l'univers de la série de bande dessinée française Valérian et Laureline, dessinée par Jean-Claude Mézières et scénarisée par Pierre Christin. Le titre du film fait référence au deuxième album, L'Empire des mille planètes, paru en 1971, mais reprend principalement la trame du sixième album, L'Ambassadeur des Ombres, paru en 1975.
Le film prend pour origine la rencontre historique Apollo-Soyouz en 1975 entre les Américains et les Russes, avant que d'autres nations envoient des astronautes rejoindre la station spatiale internationale. Dans les siècles suivants, de nombreux extraterrestres, de toute forme, les rejoignent. Rebaptisée Alpha, celle-ci devient trop vaste et risque de s'écraser sur la Terre. D'un commun accord, les dirigeants des espèces qui peuplent l'immense station décident de l'éloigner de la Terre. Pendant son voyage, elle continue cependant de croître jusqu'à héberger 17 millions d'êtres vivants.
Avec 197 millions d'euros de budget de production, c'est le film français le plus cher de tous les temps, loin devant les 78 millions du film Astérix aux Jeux olympiques. C'est aussi le plus cher de l’histoire du cinéma européen et un naufrage financier historique : les recettes — 232 millions, dont près de 40 % vont aux salles — ne permettent de rémunérer qu'une partie de la production et de la distribution, donc, en premier lieu, EuropaCorp, la société de production et de distribution fondée par Luc Besson. En 2019, celle-ci est placée en procédure de sauvegarde, et vendue en 2020. Cet échec, qui se concrétise dès l'année 2017, remet en cause l'idée d'une franchise Valérian, dont l'ambition était de concurrencer les productions sérielles américaines comme notamment Star Wars et autres Avengers.

## Synopsis
En 2740, les agents spatiotemporels Valérian et Laureline accomplissent des missions à bord de leur vaisseau. Un jour, Valérian rêve d'un monde inconnu peuplé d'êtres anthropomorphes qui vivent près d'une plage idyllique où ils recueillent des perles dotées de propriétés insolites. De petits animaux répliquent ces perles, dont les répliques sont versées dans un puits lors d'un rituel de remerciements à la Nature pour ses dons. Quelques instants plus tard, les habitants de cette planète, appelée Mül, voient avec effroi des vaisseaux spatiaux tomber du ciel et s'écraser sur leur planète. Seuls quelques survivants parviennent à se protéger d'une terrifiante explosion qui ravage tout. Valérian se réveille sans savoir quelle est la provenance de ce rêve et s'il comporte une part de vérité.
Peu après, Valérian et Laureline reçoivent la mission de retrouver un réplicateur qui se trouve dans les mains d'un extraterrestre l'offrant sur le marché noir. En route vers Alpha, Valérian demande à Laureline de l'épouser, mais elle refuse à cause de son immaturité. Arrivé sur la planète Kirian, Valérian se confronte avec le trafiquant, lui vole le petit animal ainsi qu'une perle de Mül. Il observe également deux des créatures qu'il a vues dans son rêve, mais s'enfuit lorsque la situation dégénère. Lui et Laureline parviennent à rejoindre leur vaisseau, bien qu'ils soient poursuivis par un prédateur extraterrestre rapide et agressif.
De retour sur Alpha, ils apprennent du Commandeur Filitt que la station est menacée par une zone radioactive que les instruments ne peuvent analyser, et dont aucun soldat n'est jamais revenu, lors des missions d'exploration. La Zone continue de s'étendre et contaminera l'ensemble de la station dans quelques semaines. Le Commandeur exige que Laureline lui remette le réplicateur, mais elle refuse. Pendant une réunion du conseil de sécurité de la station Alpha, des habitants de Mül font irruption dans la salle, paralysent les participants, dont Valérian et Laureline, et kidnappent le Commandeur. Valérian parvient à ouvrir la gangue dans laquelle il était enfermé, libère Laureline et poursuit dans son vaisseau les extraterrestres, qui se dirigent vers la zone infectée. Pendant sa poursuite, il perd contact avec Laureline.
Elle le retrouve près d'un précipice, mais elle est capturée par des extraterrestres anthropophages. Valérian la libère grâce à la collaboration d'un être protéiforme, Bubble, qui meurt pendant leur fuite. Les deux agents pénètrent dans la zone prétendument infectée, pour découvrir qu'elle abrite les survivants Pearls de la planète Mül, ainsi que leur captif, le Commandeur Filitt. Les agents apprennent qu'au cours d'une attaque extraterrestre, qui s'est produite en orbite autour de Mül, Filitt a dirigé une flotte de vaisseaux à proximité de Mül et a ordonné un tir de missiles à fusion contre la flotte ennemie. Ces engins étaient aussi des armes de destruction massive ; le Commandeur a donc condamné la planète, tout en la sachant habitée par des millions d'êtres vivants conscients. Des survivants ont échappé à la mort et acquis la technologie nécessaire à leur survie et aux voyages dans l'espace ; de ce fait ils sont devenus des témoins compromettants pour le Commandeur. Valérian comprend que la zone infectée est en fait un vaisseau spatial qui permettra aux survivants de fonder une nouvelle planète.
Ils ont seulement besoin d'une perle, que Valérian possède, et du réplicateur, que Laureline possède, pour que le vaisseau puisse voler. Les deux agents contactent le centre de commande et révèlent l'histoire à la hiérarchie d'Alpha. Le Commandeur Filitt ordonne alors à son escorte personnelle de robots de détruire les preuves et de tuer les témoins de son crime. Valérian et Laureline, avec l'aide d'officiers humains, stoppent l'attaque des robots, ce qui permet au vaisseau mül de quitter la station. Par la suite, Filitt est capturé et Valérian et Laureline se déclarent leur amour mutuel.

## Fiche technique
Sauf indication contraire, les informations mentionnées dans cette section peuvent être confirmées par les bases de données cinématographiques IMDb et Allociné,  présentes dans la section « Liens externes ».
- Titre original : Valérian et la Cité des mille planètes
- Titre anglophone : Valerian and the City of a Thousand Planets
- Titre allemand : Valerian - Die Stadt der tausend Planeten
- Réalisation : Luc Besson
- Scénario : Luc Besson, d'après les bandes dessinées de Pierre Christin et Jean-Claude Mézières
- Musique : Alexandre Desplat[4]
- Direction artistique : Gilles Boillot, Christophe Couzon, Ben Mauro, Dominique Moisan, Stéphane Robuchon, Etienne Rohde, Patrick Tandiang, Christian Vallat et Thierry Zemmour
- Concept Designer:  Alain Brion, Patrice Garcia, Feng Zhu, Sylvain Despretz, Isaac Hannaford, Brynn Metheney,
- Décors : Hugues Tissandier
- Costumes : Olivier Bériot, Norbert Crispo et Laurent Couline
- Photographie : Thierry Arbogast
- Son : Stéphane Bucher, Tom Johnson, Mark Lindauer, Didier Lozahic, Juan Peralta
- Montage : Julien Rey et Stéphane Garnier
- Production : Luc Besson et Virginie Besson-Silla
  - Production exécutive : Camille Courau et Fanny Besson
  - Production déléguée : Jc Cheng, Gregory Ouanhon et Mark Gao
  - Production associée : Dylan Haggerty
- Sociétés de production[5],[6] :
  - France : EuropaCorp et Valérian SAS, en coproduction avec TF1 Films Production, avec la participation de OCS et TF1, en association avec Orange Studio, Novo Pictures et BNP Paribas
  - Chine : en association avec Fundamental Films
  - Belgique : en association avec Belgium Film Fund
  - Allemagne : en association avec Universum Film AG
  - Émirats arabes unis : en association avec Gulf Films[7]
  - États-Unis : en association avec River Road Entertainment
  - Canada : Province of British Columbia Production Services Tax Credit et Canadian Film or Video Production Tax Credit (CPTC)
- Sociétés de distribution[8] : EuropaCorp Distribution (France) ; China Film Group Corporation (Chine) ; Belga Films (Belgique) ; Universum Film AG / Leonine Distribution (Allemagne) ; Gulf Film (Émirats arabes unis) ; STX Entertainment (États-Unis) ; Les Films Séville (Québec) ; Pathé Films AG (Suisse romande)
- Budget : 197 471 676 €[9]
- Pays de production :  France,  Chine,  Belgique,  Allemagne,  Émirats arabes unis,  États-Unis,  Canada
- Langues originales :  anglais, français
- Format[10] : couleur - D-Cinema / DCP Digital Cinema Package - 2,35:1 (Cinémascope) - son DTS (DTS: X) | Dolby Surround 7.1 | Dolby Atmos | Dolby Digital | SDDS
- Genres : science-fiction, aventures, action, fantastique
- Durée : 136 minutes
- Dates de sortie[11] :
  - États-Unis : 17 juillet 2017 (première mondiale à Hollywood au Théâtre chinois de Grauman)[12] ; 21 juillet 2017 (sortie nationale)
  - Canada, Québec : 19 juillet 2017 (Festival international du film Fantaisie) ; 21 juillet 2017 (sortie nationale)[13]
  - Allemagne : 20 juillet 2017
  - France, Belgique, Suisse romande : 26 juillet 2017[14],[15]
  - Chine : 25 août 2017
  - Émirats arabes unis : 27 novembre 2017 (sortie directement en DVD)
- Classification[16] :
  - France : tous publics[17]
  - Chine : pas de système
  - Belgique : tous publics (Alle Leeftijden)[14]
  - Allemagne : interdit aux moins de 12 ans (FSK 12)
  - Émirats arabes unis : Tous publics (G).
  - États-Unis : accord parental recommandé, film déconseillé aux moins de 13 ans (PG-13 - Parents Strongly Cautioned)[Note 1]
  - Canada : certaines scènes peuvent heurter les enfants - accord parental souhaitable (PG - Parental Guidance)
  - Québec : tous publics (G - General Rating)[13]
  - Suisse romande : interdit aux moins de 12 ans[18]

## Distribution
- Dane DeHaan (VF : Xavier Dolan) : Valérian
- Cara Delevingne (VF : Stéphanie « Soko » Sokolinski) : Laureline
- Clive Owen (VF : Éric Herson-Macarel) : le commandeur Arün Filitt
- Rihanna (VF : Marie Tirmont) : Bubble
- Ethan Hawke (VF : Jean-Pierre Michaël) : Jolly, le tenancier du Glam Club où se produit Bubble
- Herbie Hancock (VF : Thierry Desroses) : le Ministre de la Défense
- Kris Wu (VF : Frédéric Chau) : le sergent Neza
- Rutger Hauer (VF : Féodor Atkine) : le président de la Fédération Humaine
- Sam Spruell (VF : Jérôme Pauwels) : le général Okto Bar
- Alain Chabat (VF : lui-même) : Bob, le pirate
- Aymeline Valade : l'empereur Haban Limaï
- Elizabeth Debicki (VF : Aurore Bonjour) : l'empereur Haban Limaï (voix)
- John Goodman (VF : Jérémie Covillault) : Igon Siruss (voix)
- Alexandre Willaume (en) (VF : Patrick Borg) : le capitaine Kris
- Pauline Hoarau (VF : elle-même) : l'impératrice Aloï
- Grant Moninger (VF : Philippe Bozo) : Dogan Daguis 1 (voix)
- Robbie Rist (VF : Emmanuel Curtil) : Dogan Daguis 2 (voix)
- Christopher Swindle (VF : Nicolas Marié) : Dogan Daguis 3 (voix)
- Gavin Drea (en) (VF : Benjamin Penamaria) : le sergent Cooper
- Sasha Luss : la princesse Lihö-Minaa
- Diva Cam : Mâatri
- Marilhéa Peillard (VF : Armelle Gallaud) : le prince Tsûuri
- Marie Barrouillet : le prince Tsûuri (enfant)
- Ola Rapace (VF : lui-même) : le major Gibson
- Stefan Konarske (VF : lui-même) : le capitaine Zito
- Éric Lampaert (VF : lui-même) : Thaziit
- Xavier Giannoli : le capitaine Norton
- Peter Hudson (VF : lui-même) : le capitaine Crawford
- Mathieu Kassovitz : Hawker
- Alexandre Nguyen : un membre de la délégation japonaise
- Claire Tran (VF : elle-même) : le sergent de la salle de contrôle
- Jonas Bloquet : le soldat de la salle de contrôle
- Thalia Besson : un officier
- Benoît Jacquot : le capitaine qui accueille les Arysum à bord de la station Alpha
- Louis Leterrier : le capitaine qui accueille les Mercurys à bord de la station Alpha
- Olivier Megaton : le capitaine qui accueille les KCO2 à bord de la station Alpha
- Gérard Krawczyk : le capitaine qui accueille les Martapuraïs à bord de la station Alpha
- Éric Rochant : le capitaine qui accueille les Palm Müret à bord de la station Alpha
- Jean-Robert Lombard : un garde de Igon Siruss

Sources : VF,

## Production

### Genèse et développement
Luc Besson annonce le 12 mai 2015, en même temps que la création de ses comptes Facebook, Twitter et Instagram où il donne des nouvelles du tournage, qu'il va réaliser un film inspiré de la série de bandes dessinées française Valérian et Laureline, parue à partir de 1967, vendue à dix millions d'exemplaires et traduite dans 21 langues. Le film sera en particulier tiré du tome L'Ambassadeur des Ombres, qui, tout comme les autres albums, a inspiré l'univers de Star Wars dès les années 1970.
Ce film marque le retour du réalisateur au genre du space opera, vingt ans après Le Cinquième Élément, et confirme son attrait pour le genre de la science-fiction, notamment après le succès mondial de Lucy en 2014. L'univers du Cinquième Élément s'inspirait déjà des albums Valérian.
Cela faisait des années que Luc Besson envisageait de réaliser un film inspiré de l'univers de Valérian et Laureline. Un scénario était prêt en 2009, au moment de la sortie d'Avatar de James Cameron. Après avoir vu ce film, le réalisateur reprend à zéro, insatisfait par son propre travail d'écriture.
Le budget de 197 millions d'euros est de loin le plus important jamais réuni pour un film français,. Astérix aux Jeux olympiques était jusque-là le plus onéreux avec un budget de 78 000 000 €, juste devant Le Cinquième Élément (75 000 000 €). Dans ce budget, Luc Besson gagne 850 000 € en tant qu'adaptateur et dialoguiste, 2,2 millions en tant que réalisateur, 2,2 millions en droits d'auteur et 7 millions en tant que producteur (à partager avec sa femme Virginie Silla), ce qui représente la moitié des salaires totaux du personnel de tournage. Quant à sa société Europacorp, elle gagne 3 millions pour la location de ses plateaux de la Cité du cinéma, et sa filiale Digital Factory facture 1,8 million d'euros sa prestation de post-production,.
Fin 2015, Luc Besson organise un concours de costumes. 3 350 propositions sont faites puis étudiées par un jury composé d'Olivier Bériot et du rédacteur en chef de Yahoo Style, Joe Zee,.
Luc Besson a déposé une demande de crédit d'impôt auprès du Centre national du cinéma et de l'image animée (CNC) pour le film, qui n'a pas reçu une réponse favorable : sur les 197 millions d'euros de budget de réalisation, seuls 74,7 millions devaient être « dépensés en France », ce qui est loin des 50 % nécessaires. En effet, le film devait dès le départ être tourné en anglais, et les effets spéciaux en grande partie réalisés en Nouvelle-Zélande. Le film étant français, il ne pouvait pas non plus prétendre au crédit d'impôt destiné aux productions étrangères en France. Face à cette situation, Luc Besson a expliqué qu'il serait plus intéressant financièrement pour lui de tourner en Hongrie, ce qu'il souhaitait cependant éviter afin que les emplois générés par le film le soient en France. Le CNC a finalement autorisé en février 2016 une dérogation. Le film a pu bénéficier d'un crédit d'impôt en France.
| |  |  |
| Les acteurs principaux Dane DeHaan et Cara Delevingne au San Diego Comic-Con 2016, pour la promotion du film. |  |  |

### Attribution des rôles
Dès le départ, Luc Besson cherche à réunir des acteurs anglophones. Le film sera tourné en anglais.
En mai 2015, Dane DeHaan et Cara Delevingne sont annoncés dans les rôles titres dès le dévoilement du projet du film. En août 2015, Clive Owen rejoint la distribution dans le rôle du commandeur Arün Filitt.
La chanteuse Rihanna rejoint la distribution le 28 octobre 2015.
En décembre 2015, Luc Besson a annoncé sur Twitter que l'acteur-chanteur sino-canadien Kris Wu rejoint la distribution du film.
Luc Besson annonce que la mannequin russe Sasha Luss participera au film en juin 2015 puis, le 5 décembre 2015, que l'acteur Ethan Hawke rejoint lui aussi la distribution.
Le 8 décembre, on apprend que l'acteur John Goodman rejoint lui aussi la distribution mais seulement pour prêter sa voix à un personnage.
En janvier 2016, l'acteur néerlandais Rutger Hauer rejoint la distribution. Quelques jours plus tard, Mathieu Kassovitz révèle sur Twitter qu'il fera une petite apparition dans le film.
Le mannequin et actrice Aymeline Valade rejoint également la distribution.
Le 4 mai 2016, Luc Besson annonce que le réalisateur et metteur en scène Benoît Jacquot joue dans Valérian.

### Tournage
Le tournage a commencé le 5 janvier 2016 à la Cité du cinéma à Saint-Denis et s'est terminé en août 2016. Les scènes de capture de mouvement sont tournées en Nouvelle-Zélande, dans les studios de Weta.

## Musique
La musique du film est composée par Alexandre Desplat. C'est l'un des rares films de Luc Besson sur lequel ne travaille pas son ami Éric Serra. Les compositions d'Alexandre Desplat ont été enregistrées en février 2017 avec l'Orchestre national de France ainsi que le Chœur de Radio France à la Maison de la Radio, chose très rare pour une musique de film.
L'album commercialisé par EuropaCorp est un double album, avec les chansons non originales présentes dans le film. On retrouve ainsi David Bowie, Quasimoto (alter-ego du rappeur Madlib), Cara Delevingne ou encore Alexiane Silla, nièce de la productrice Virginie Besson-Silla.
Liste des titres
Toutes les chansons sont écrites et composées par Alexandre Desplat, sauf exceptions notées.
| 1.  | Pearls On Mul               | 7:37 |
| 2.  | Reading the Memo            | 1:22 |
| 3.  | Big Market                  | 2:05 |
| 4.  | Flight Above the Big Market | 2:43 |
| 5.  | Showtime                    | 2:38 |
| 6.  | Valerian in Trouble         | 1:37 |
| 7.  | Bus Attack                  | 3:08 |
| 8.  | Arriving on Alpha           | 2:06 |
| 9.  | Pearls Attack               | 4:05 |
| 10. | Valerian's Armor            | 2:09 |
| 11. | Spaceship Chase             | 3:34 |
| 12. | Submarine                   | 3:00 |
| 13. | Medusa                      | 1:59 |
| 14. | Shoot                       | 1:35 |
| 15. | Fishing for Butterflies     | 1:58 |
| 16. | Le Souper du Roi            | 1:59 |
| 17. | Boulanbator Combat          | 3:02 |
| 18. | Bubble                      | 2:32 |
| 19. | Pearl's World               | 6:24 |
| 20. | The City of 1000 Planets    | 3:50 |
| 21. | I Am a Soldier              | 2:04 |
| 22. | Pearls Power                | 1:49 |
| 23. | Final Combat                | 7:08 |

| 1. | Space Oddity (version remastérisée 2015)  | David Bowie              | 5:19 |
| 2. | I Feel Everything                         | Cara Delevingne          | 3:18 |
| 3. | Jamming                                   | Bob Marley & The Wailers | 3:18 |
| 4. | We Trying to Stay Alive                   | Wyclef Jean              | 3:13 |
| 5. | A Million On My Soul (Radio-Edit Version) | Alexiane Silla           | 2:59 |
| 6. | Rappcats Pt. 3 (instrumentale)            | Quasimoto                | 2:02 |
| 7. | Bubble Dance                              | Julien Rey               | 2:24 |
| 8. | The World (Is Going up in Flame)          | Charles Bradley          | 3:22 |
| 9. | A Million On My Soul                      | Alexiane Silla           | 4:07 |

## Accueil

### Sortie internationale
Le film est sorti en France le 26 juillet 2017.
De nombreuses rumeurs avaient suggéré que Valérian serait présenté au Festival de Cannes 2017 en séance spéciale ou en tant que film d'ouverture (comme Le Grand Bleu et Le Cinquième Élément), mais Luc Besson les a finalement démenties. Valérian et la Cité des mille planètes est sorti en Chine le 25 août 2017.

### Accueil critique

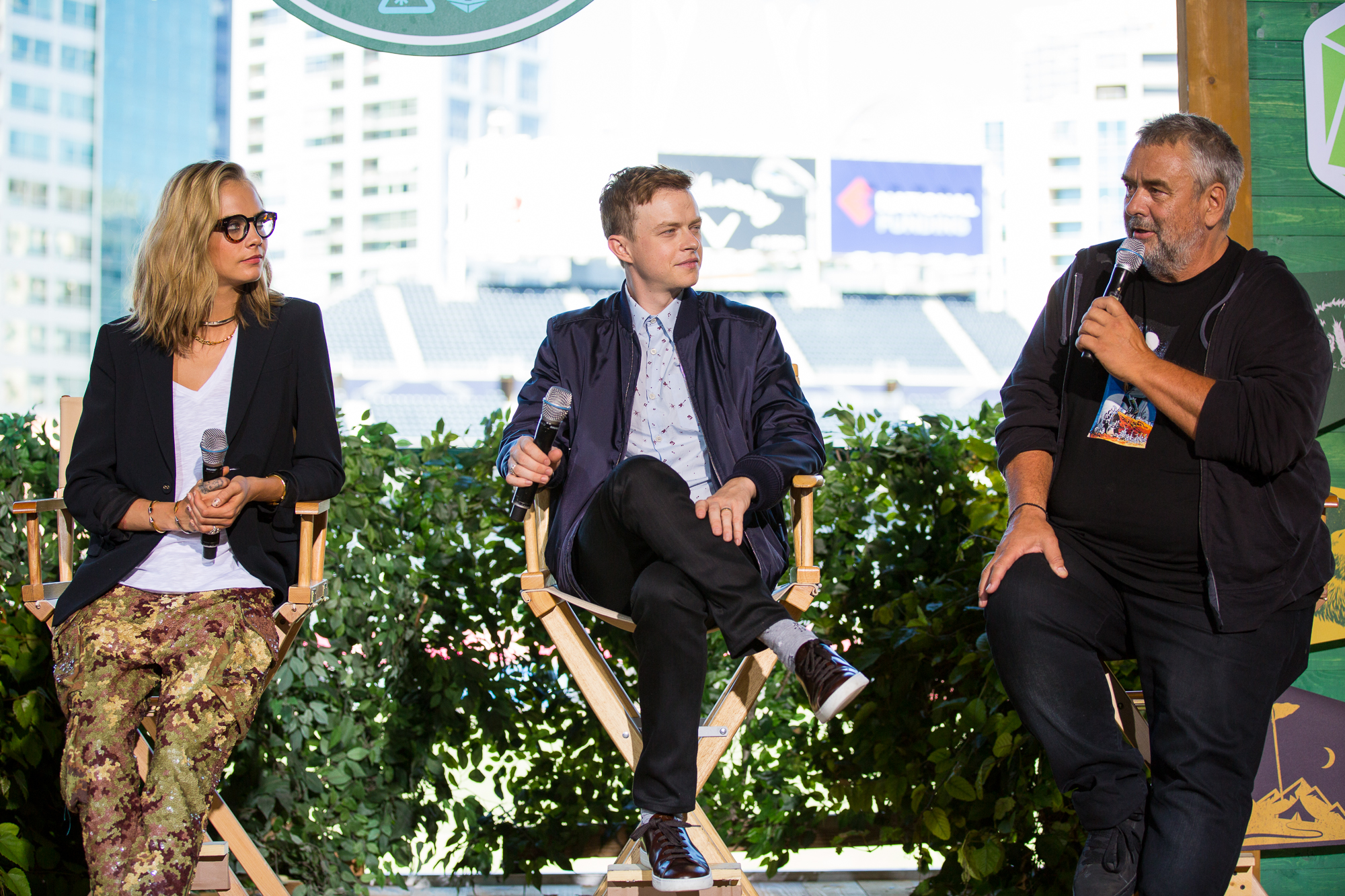
Les acteurs principaux Dane DeHaan et Cara Delevingne et le réalisateur Luc Besson au San Diego Comic-Con 2016.

Aux États-Unis, la critique est plutôt tiède. Elle souligne la richesse visuelle de l'ensemble et l'inventivité des propositions, mais ajoute que la faiblesse du scénario, la dynamique des personnages, le jeu des acteurs et la qualité inégale des effets spéciaux affaiblissent le résultat. Sur Rotten Tomatoes, le film obtient un score médiocre : 54 % d'avis positifs sur un total de 131 critiques, 50 % sur la base des 42 critiques les plus influentes. Parmi les critiques les plus négatives, Hollywood Reporter classe le film dans son top 10 des plus mauvais films de 2017 et le qualifie de « naufrage flagrant », « obscur, pas drôle, indéchiffrable, indigeste ». Rolling Stone n'est pas plus tendre, il classe l'œuvre de Besson septième dans sa liste des plus mauvais films de l'année. La faute, selon le magazine, à son casting boiteux, à sa longueur et à son caractère brouillon. Pour CNN il peut prétendre au titre du « plus mauvais film de l'année - du moins du gaspillage le plus ostentatoire » (si le film est « visuellement somptueux », les acteurs n'y font preuve « d'aucun charisme ni d'aucune alchimie », les twists sont prévisibles, les caméos gratuits et la tonalité trop retenue (« ni intelligente, ni drôle ») nuit à l'action. The New-York Times déplore des dialogues censés être « badins » mais en réalité sans saveur, portés par des acteurs « aussi mignons que des bébés salamandres », dans un film réalisé par quelqu'un de « tellement enchanté par son emballage criard qu'il en oublie ce qu'il doit mettre à l'intérieur ». Variety se montre un peu indulgent à l'égard du film. S'il en pointe les défauts (la prestation de Dane DeHaan, les dialogues maladroits), le magazine voit dans le projet une imitation de La Guerre des étoiles délicieusement « old school », qui nous propulse d'un cliffhanger à l'autre avec une relative aisance.
Au Québec, le quotidien La Presse juge le film inégal mais plutôt inventif et distrayant et il apprécie que « dans un genre aujourd'hui dominé par des franchises établies et bien huilées, le space opera de Luc Besson n'a jamais l'air de trop se prendre au sérieux. » En France, la critique n'est pas très enthousiaste : le site Allociné calcule une note moyenne de 3 sur 5 pour 31 critiques recensées. Pour Télérama, « le scénario est simpliste » mais « le spectacle est hors du commun ». Première pense que « la première heure de Valérian et la Cité des mille planètes pourrait bien rester dans les annales, en associant brillamment les deux grandes tendances de la science-fiction : la prospection […] et l'imagination jusqu'au délire » mais « lorsque le carcan du scénario – déjà vu et prévisible – se referme sur Valérian, le film semble fonctionner sur les réserves, vite à court d'énergie ». Le Figaro affirme qu'« on ressort de Valérian avec des ailes aux pieds, sachant que cette œuvre hors du commun, qui innove à chaque scène, est l'antiblockbuster américain ».
Parmi les critiques négatives, Le Monde considère que le film est « à éviter » : « Laissant ses personnages à l’état de figures, ses situations à l’état d’esquisses, Besson n’a pas su combler le vide entre les cases de la bande dessinée. Le récit, la chair, la vie, font défaut. » Le journal critique également le personnage joué par Cara Delevingne considérant qu'« elle […] est cette aventurière typiquement bessonnienne [...]. La personnalité en moins. Elle n’a pour exister que son joli minois et les quelques lignes de dialogues téléphonés dont on a bien voulu la gratifier. » La critique de Libération déclare qu'« avec son blockbuster [de science-fiction] à 180 millions d’euros, Luc Besson n’a jamais joué aussi gros. Défi risqué pour un film sans originalité ni relief. »

### Box-office
| Pays ou région | Box-office        | Date d'arrêt du box-office | Nombre de semaines |
| -------------- | ----------------- | -------------------------- | ------------------ |
| Allemagne      | 1 050 245 entrées | 1er octobre 2017           | 10                 |
| États-Unis     | 40 479 370 $      | 21 septembre 2017          | 9                  |
| Chine          | 62 073 823 $      | 24 septembre 2017          | 6                  |
| France         | 4 040 253 entrées | 3 octobre 2017             | 13                 |
| Monde          | 225 164 110 $     | 3 octobre 2017             | 11                 |

#### France

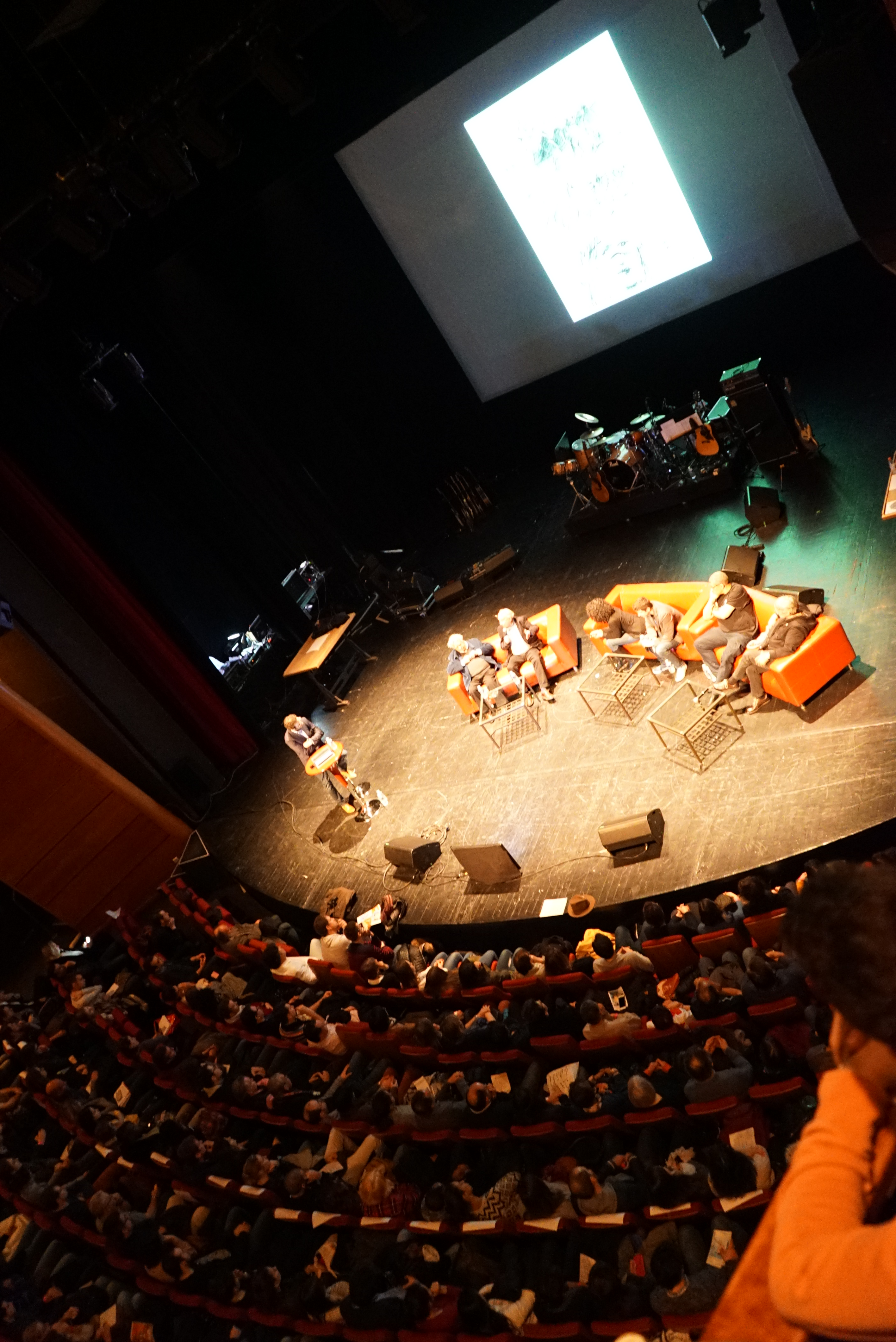
Présentation du projet en janvier 2017 au festival d'Angoulême.

En France, le film connaît un début très favorable. Diffusé sur 970 copies, il effectue à Paris le deuxième meilleur démarrage de l'année aux premières séances derrière Moi, moche et méchant 3 avec un total de 5 306 entrées. Par ailleurs, sur sa première journée d'exploitation, le film établit un record national absolu pour Luc Besson en rassemblant 375 400 spectateurs, même si cette performance s'explique en partie par un nombre de salles plus élevé que d'ordinaire. Le résultat cumulé de la première semaine confirme la tendance : avec 1 640 681 spectateurs, Valérian se positionne juste derrière les deux meilleurs démarrages de la carrière du réalisateur, Lucy et Le Cinquième élément. Le film n'attire cependant que 834 744 spectateurs en deuxième semaine, fragilisant la possibilité de dépasser les 4 millions d'entrées sur sa durée d'exploitation. Finalement, 4 040 253 spectateurs vont voir le film. Cela place Valérian et la Cité des mille planètes parmi les quinze films français de l'année à avoir dépassé le million d'entrées et parmi les plus gros succès du box-office hexagonal de l'année aux côtés du film d'animation américain Moi, moche et méchant 3 (5,63 millions d'entrées), du film de science-fiction Star Wars, épisode VIII : Les Derniers Jedi de Rian Johnson (un peu plus de 4 millions d'entrées jusqu'à fin 2017) et du film comique français Raid dingue de Dany Boon (4,5 millions d'entrées environ).

#### Amérique du Nord
Valérian et la Cité des mille planètes réalise une performance en dessous des attentes en Amérique du Nord ; il rapporte 17 007 624 US$ lors de sa première fin de semaine d'exploitation, alors que les projections les plus précoces espéraient entre 20 et 25 millions de dollars compte tenu de la concurrence d'une autre grosse production, Dunkerque de Christopher Nolan, et se classe 5e à son entrée au box-office américain. La fréquentation est en fort recul dès la deuxième semaine (6 360 085 US$, -62,6 %, 8e au box-office).

#### Chine
Face aux faibles performances du film en Amérique du Nord, la Chine apparaît très tôt comme un marché à fort potentiel qui pourrait assurer ou non la rentabilité et les suites du projet. Luc Besson y est en effet connu très favorablement, Lucy ayant récolté 44 millions de dollars, et Fundamental Films, investisseur chinois à hauteur 50 millions de dollars et distributeur du film, permet d'accéder à une diffusion sur 5 000 à 7 000 écrans. Après un fort début avec 28,8 millions $ durant le premier week-end d'exploitation, prenant la première place du box-office aux dépens du très populaire Wolf Warrior 2, et 51 millions $ sur l'ensemble de la première semaine, les recettes chutent de 80 % en deuxième semaine, fortement affectées par Dunkerque, sorti en Chine le 1er septembre, et menacées par Spider-Man: Homecoming qui sort le 8 septembre .

#### Bilan
Évitant finalement le résultat catastrophique que laissaient présager les premiers chiffres en Amérique du Nord, Valérian ne dégage cependant pas assez de revenus pour rentrer dans ses frais, du fait de son budget très important. Luc Besson ne rejette toutefois pas la possibilité d'une suite, estimant qu'une base de fans conséquente est constituée. Le directeur général adjoint d'EuropaCorp, Édouard de Vésinne, cède début septembre la place à l'Américain Marc Shumger, directeur général. De plus, les projets de production américains semblent devoir être réduits et l'exercice fiscal fragile d'EuropaCorp initie un changement majeur dans les actionnaires de la société.
En mai 2019, EuropaCorp, très endetté, est placé sous procédure de sauvegarde. Rétrospectivement, la période Valérian est décrite par des analystes comme « le début des emmerdes », que l'entrée au capital d'EuropaCorp du chinois Fundamental Films en 2016 n'aura pas suffi à prévenir. D'autres rappellent que c'est en négociant les aides publiques autour de Valérian que Luc Besson a permis le vote de la loi sur le crédit d'impôt audiovisuel de 2015, qui a contribué à attirer et relocaliser le tournage de nombreux films en France.

## Distinctions
Entre 2017 et 2018, le film Valérian et la Cité des mille planètes a été sélectionné 11 fois dans diverses catégories et n'a remporté aucune récompense.

### Nominations
- Prix du jeune public 2017 : Meilleure actrice de cinéma de l'été pour Cara Delevingne.
- Société des critiques de cinéma de Seattle 2017 : Meilleurs effets visuels pour Scott Stokdyk et Jérome Lionard.
- Académie des films de science-fiction, fantastique et d'horreur - Prix Saturn 2018 :
  - Meilleur film de science-fiction,
  - Meilleurs décors pour Hugues Tissandier,
  - Meilleurs costumes pour Olivier Bériot.
- Association internationale des critiques de musique de film 2018 : Meilleure musique originale d’un film fantastique / science-fiction / d’horreur
- Prix Annie 2018 : 
  - Meilleure réalisation pour l'animation de personnages dans un film en prises de vues réelles pour Andrei Coval, Paul Story, Eric Reynolds, Olivier Lesaint et Artur Vill.
- Prix du cinéma européen 2018 : Prix du public du cinéma européen pour Luc Besson.
- Prix internationaux du cinéma en ligne (INOCA) (International Online Cinema Awards (INOCA)) 2018 :
  - Meilleurs effets visuels pour Scott Stokdyk, Jérome Lionard, R. Christopher White et Martin Hill.
- Prix mondiaux de la bande originale 2018 : Compositeur de cinéma de l'année pour Alexandre Desplat.
- Société des critiques de cinéma d'Hawaii (Hawaii Film Critics Society) 2018 :
  - Meilleures performances de capture vocale / de mouvement pour Rihanna.